# Poly Bridge
Poly Bridge es un juego de lógica y simulación de construcción de puentes, desarrollado por el estudio independiente, con sede en Nueva Zelanda, Dry Cactus con música del compositor canadiense Adrian Talens, donde los jugadores construyen puentes para que vehículos los crucen. Poly Bridge se publicó para Microsoft Windows el 12 de julio de 2016 y para iOS el 13 de junio de 2017. Acero, madera, cuerda y cable se pueden combinar y usar para fortalecer un puente diseñado, se usan "sistemas hidráulicos" para mover piezas del puente. El juego se vuelve más difícil con la disponibilidad de diferentes materiales con diferentes precios. Una secuela del juego titulado Poly Bridge 2 se lanzó el 28 de mayo de 2020, para Windows, macOS y Linux.

## Gameplay
El objetivo del juego es que los vehículos atraviesen una serie de ríos construyendo puentes. Eso se hace a través de un modelo de puente 2D, creando un plano y trabajando con los materiales que se dan en el uso. Poly Bridge tiene un modo de campaña con una serie de escenarios que requieren diferentes cosas para lograr conducir con ciertas características geográficas. En cada nivel (más de 100 en total), hay dos requisitos: el costo de construcción debe estar por debajo del presupuesto y el puente debe ser lo suficientemente fuerte para un número específico de automóviles. También hay un modo sandbox que permite la construcción libre sin restricciones, donde se pueden configurar los parámetros para la creación. Existe una variedad de vehículos, que van desde motocicletas (rápidas y ligeras) hasta volquetes y grúas (lentas y pesadas). Dado que cada vehículo tiene una carrocería y un peso diferentes, eso significa que es posible que los automóviles más largos no puedan subir pendientes pronunciadas y que la estructura deba adaptarse a la situación. El juego también presenta obstáculos como saltos y botes, lo que obliga al jugador a diseñar su puente de manera creativa. Un puente mal construido colapsará por el peso del vehículo cruzándolo. El juego incluye un generador GIF, que permite a los jugadores capturar ciertos momentos mientras juegan y compartirlos en línea.